# 牧站 (京都府)
牧站（日语：／ Maki eki */?）是位於京都府福知山市牧，WILLER TRAINS（京都丹後鐵道）的宮福線車站。車站編號為F4。福知山市鐵道使用增進協議會定此站的愛稱為「鮭之跑上站」，該愛稱取自鮭魚於鄰近的牧川中逆流而上而得名。

## 歷史
- 1988年（昭和63年）7月16日 - 宮福鐵道（現時：北近畿丹後鐵道）宮福線開通，此站啟用[1]。
- 2015年（平成27年）4月1日 - 由WILLER TRAINS接管車站，成為京都丹後鐵道宮福線車站。

## 車站構造

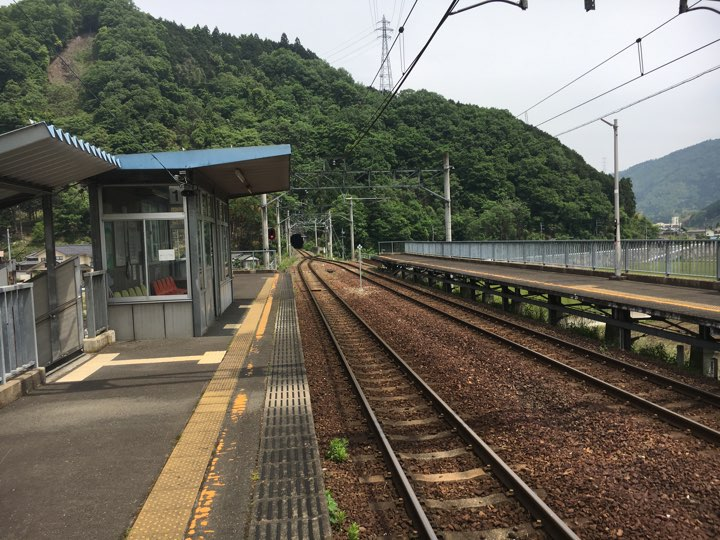
1號月台望向宮津一方

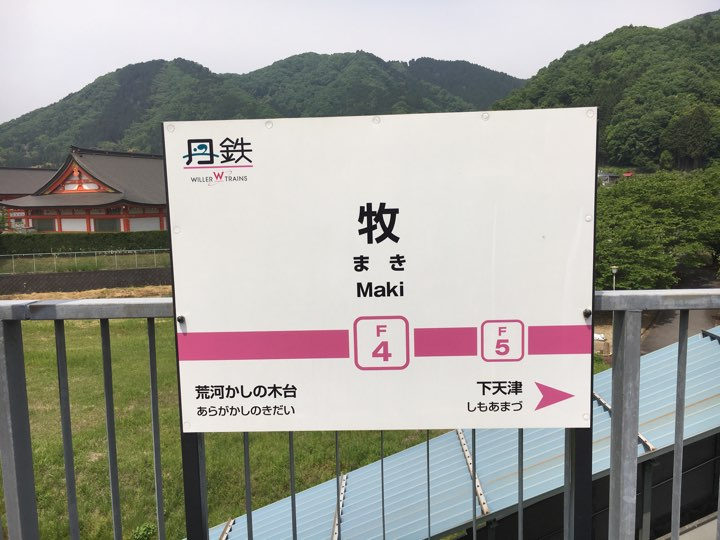
站名牌

車站是一座地面車站，設有2面2線相對式月台，可進行列車交會。月台建設在路堤上。此站配線結構不是一線通過，月台設有方向性。轉轍器是Y字形結構，進站時的速度制限是40km/h。
此站是無人車站，沒有車站大樓和自動售票機。車站出入口設有樓梯直接連接月台。站前設有濕廁。

### 月台
| 月台 | 路線    | 上下行 | 方向             |
| ---- | ------- | ------ | ---------------- |
| 1    | ■宮福線 | 下行   | 宮津、天橋立方向 |
| 2    | ■宮福線 | 上行   | 福知山方向       |

## 車站周邊
- 福知山市立天津小學（日语：福知山市立天津小学校）
- 福知山天津簡易郵局
- 國道9號
- 國道175號（日语：国道175号）
- 由良川（日语：由良川）
- 牧川（日语：牧川）

## 使用狀況
以下為近年1日平均乘車人次列表：
| 乘車人次變化 | 乘車人次變化    |
| 年度         | 1日平均乘車人次 |
| ------------ | --------------- |
| 2000         | 41              |
| 2001         | 47              |
| 2002         | 27              |
| 2003         | 30              |
| 2004         | 25              |
| 2005         | 22              |
| 2006         | 19              |
| 2007         | 16              |
| 2008         | 25              |
| 2009         | 27              |
| 2010         | 37              |
| 2011         | 42              |
| 2012         | 35              |
| 2013         | 31              |
| 2014         | 25              |
| 2015         | 22              |
| 2016         | 14              |
| 2017         | 14              |
| 2018         | 14              |

## 相鄰車站
WILLER TRAINS（京都丹後鐵道）
宮福線
- 快速「大江山」、「丹後青松」所有班次停車站

荒河樫之木台（F3）－牧（F4）－下天津（F5）

## 注腳
1. 1 2  曾根悟（監修）. 朝日新聞出版分冊百科編集部（編集） , 编. . 週刊朝日百科. 14号 神戸電鉄・能勢電鉄・北条鉄道・北近畿タンゴ鉄道. 朝日新聞出版. 2011-06-19: 28 （日语）.
2. ↑   (新闻稿). 福知山市. 2015-03-31  [2015-05-04]. （原始内容存档于2015-05-03） （日语）.
3. ↑  京都府統計書（2007年度以前）
4. ↑  福知山市統計書（2008年度以降）

## 外部連結
- 牧站 （页面存档备份，存于）（日語） - 京都丹後鐵道